# فزع

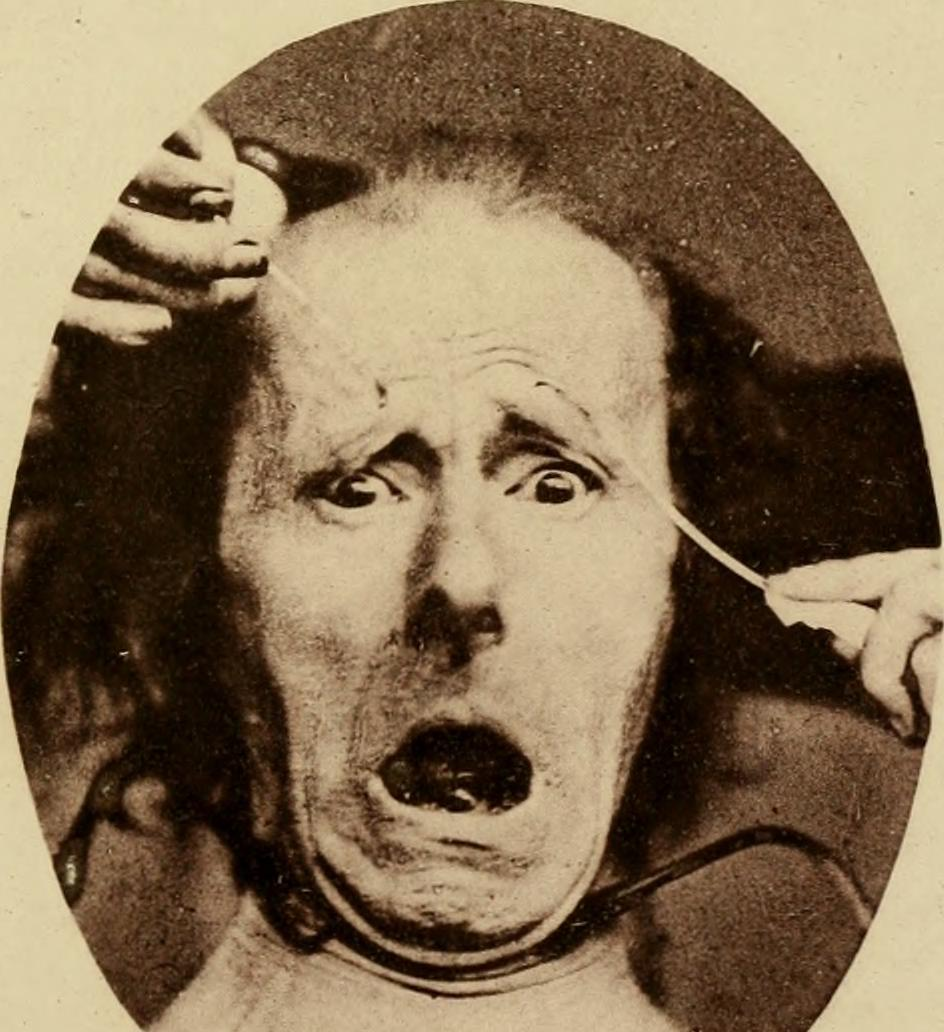

تعد نوبات الفزع إحدى اضطرابات القلق الشائعة، وهي حالة مرضية تحدث عند بعض الأفراد على شكل نوبات شديدة من التوتر والخوف يشعر الفرد خلالها بأن نهايته قد اقتربت / أو أنه سوف يموت / أو أنه سيفقد عقله أو السيطرة على نفسه وتصرفاته.

## حالات منتشرة
هناك العديد من حالات الفزع المنتشرة بين كثير من البشر على سبيل المثال:
1. ركوب الطائرة.
2. السير في شارع مقفر في الليل.
3. أصوات أدوات طبيب الأسنان.

## أهم الأعراض
من أبرز أعراض هذا الاضطراب أثناء النوبة :
عدم الاتزان والدوخة والشعور بالإغماء.
التنميل أو الخدر أو الحرارة في الجسم والأطراف في بعض الأحيان.
جفاف في الفم والحلق وبرودة في الأطراف.
ارتعاش الأطراف وزيادة في التعرق والإحساس بالغثيان أحياناً.
زيادة في نبضات القلب مع صعوبة في التنفس وضيق في الصدر.
هذه الأعراض هي التي تؤدي بالشخص إلى الخوف من فقدان العقل أو السيطرة على نفسه أو الإحساس بالموت. ونظراً لشدة النوبة وإزعاجها فإن الشخص يتوقع حدوثها في أي وقت ويبقى مترقباً لها، وهذا بحد ذاته يمكن أن يؤدي إلى نوبة ثانية.

## لمزيد من المعلومات
- اضطراب الفزع
- الخوف والفزع